# ドリームチェイサー (宇宙船)
ドリームチェイサー（英語: Dream Chaser）は、シエラ・ネヴァダ・コーポレーション (SNC) の子会社のシエラ・スペース社によって開発されている宇宙船である。
ドリームチェイサーは元々有人宇宙船として2人から7人の乗員を低軌道へ運び、帰還させる為に計画された。2016年現在は無人の補給船としての運用が想定されている。ヴァルカンロケットに搭載して垂直状態で打ち上げられ、滑空帰還して通常の滑走路へ着陸する。スペースシャトルの約1/3のサイズの機体で、15回以上の再使用が可能となる予定である。

## 歴史

### SpaceDevによる開発
ドリームチェイサーはNASAのビジョン・フォー・スペース・エクスプロレーションと後の商業軌道輸送サービス (COTS) 計画 に呼応して、SpaceDev社により2004年9月20日に発表された。
しかし、COTS計画のフェイズ1でドリームチェイサーは採用されなかったため、SpaceDevの創業者のジェームス・ベンソンはSpaceDevの会長を辞任し、ドリームチェイサーを開発する為にベンソン・スペース・カンパニーを創業した。
2008年12月、SpaceDevはシエラ・ネヴァダ・コーポレーション (SNC) に買収された。

### CCDev計画
2010年2月1日、SNCはNASAから国際宇宙ステーション (ISS) への乗員輸送を担う商業乗員輸送開発 (CCDev) の下で2000万ドルをドリームチェイサーの開発費として獲得した。
総額5000万ドルのCCDev計画の中でドリームチェイサーの獲得金額は予算の最大の比率を占めていた。
2010年10月、SNCはNASAのCCDev計画において2つの重要なマイルストーンに達したと発表した。
一つ目は1日に3回ハイブリッドロケット推進器の燃焼に成功した事。2つ目はドリームチェイサーの複合材構造を製造する為に必要な治具が揃った事であった。
2013年8月には地上滑走試験に続き、ヘリコプターから吊り下げての搭載飛行試験が行われた。この当時のスケジュールでは、2年以内に初の宇宙飛行を実施としていた。
2013年10月、カルフォルニア州でヘリコプターからの投下による初の無人滑空飛行テストが行なわれ、滑空は順調に行なわれたものの、着陸時に左車輪が出ずに着陸、機体が破損する。しかしこの着陸脚は滑空飛行試験用としてF-5Eタイガー戦闘機の着陸脚を流用したものであったため、宇宙飛行用の設計とは異なっていた。このため、このトラブル自体は問題ないとしてこの滑空飛行試験の目的は達成したとされた。
2014年1月、SNC社は2016年11月に初の軌道飛行（無人飛行）を行う予定であるとのアナウンスを行った。
しかし同年9月16日、NASAはCCDevの第4ラウンドにあたるCCtCAP (Commercial Crew Transportation Capability) プログラムへの参加企業としてボーイング社とスペースX社の2社を選んだことを発表し、ドリーム・チェイサーは不採用に終わった。後に明らかになったNASAの内部メモによると、ドリームチェイサーはスペースXのドラゴンには劣るもののボーイングのCST-100よりは低コストと評価されていたが、開発スケジュールの不確実性が高いことが問題視された。

### CCtCAP契約選定に敗れた後の動き
CCtCAP契約選定に敗れた後、SNC社は選定結果の内容に不服だとして異議申し立てを行っている。NASAが2014年9月26日に発表したISSへの商業輸送契約CRS (Commercial Resupply Services) 2にもドリームチェイサーの無人型で入札する意向であることを表明している。
また、9月30日には、ドリームチェイサーのグローバルプロジェクトを発表した。これはドリームチェイサーをベースにした有人宇宙機をターンキー方式で顧客に提供するというプロジェクトで、機体は顧客のミッション要求に応じてカスタマイズ可能。有人機か無人機の選択も可能で、1回だけのミッションでも複数ミッション用にでも合せられる。対応するロケットも選択可能。
同時に、ストラトローンチ・システムズの打ち上げシステムを使って低周回軌道へ3人乗りの有人機を投入する設計を進めていることも発表した。この宇宙機はドリームチェイサーを小型化した機体になる。この機体を無人機にすることも可能で、小型の貨物輸送機や、科学実験にも使うことができる。
2016年1月14日、NASAはCRS-2において、CRS-1で選定されていたスペースX社とオービタルATK社に加え、SNCのドリーム・チェイサーを選定したことを発表した。CRS-2では、ドリーム・チェイサー・カーゴ・システムと名付けられた補給船型の機体の使用が予定されている。
2019年8月、SNCはユナイテッド・ローンチ・アライアンスとドリームチェイサーの打ち上げにヴァルカンロケットを使用する為に協力する事を発表した。
2021年5月、ドリームチェイサーの着陸施設使用契約を、フロリダ州政府の航空宇宙産業振興機関であるSpace Floridaと締結した。

### 日本での展開
2014年7月23日、SNC社は日本の宇宙航空研究開発機構 (JAXA) とドリーム・チェイサー開発の協力に関する了解覚書を締結したと発表
、JAXA広報部から「将来の技術協力に向けた話し合いを開始する」段階であるとの声明が出されるなどした
。
2022年2月、SNCの子会社で宇宙機事業を運営するシエラ・スペース社と、兼松、大分県は宇宙輸送船のアジアの着陸拠点として大分空港（同県国東市）を活用することを検討する覚書を結んだ。

## 設計

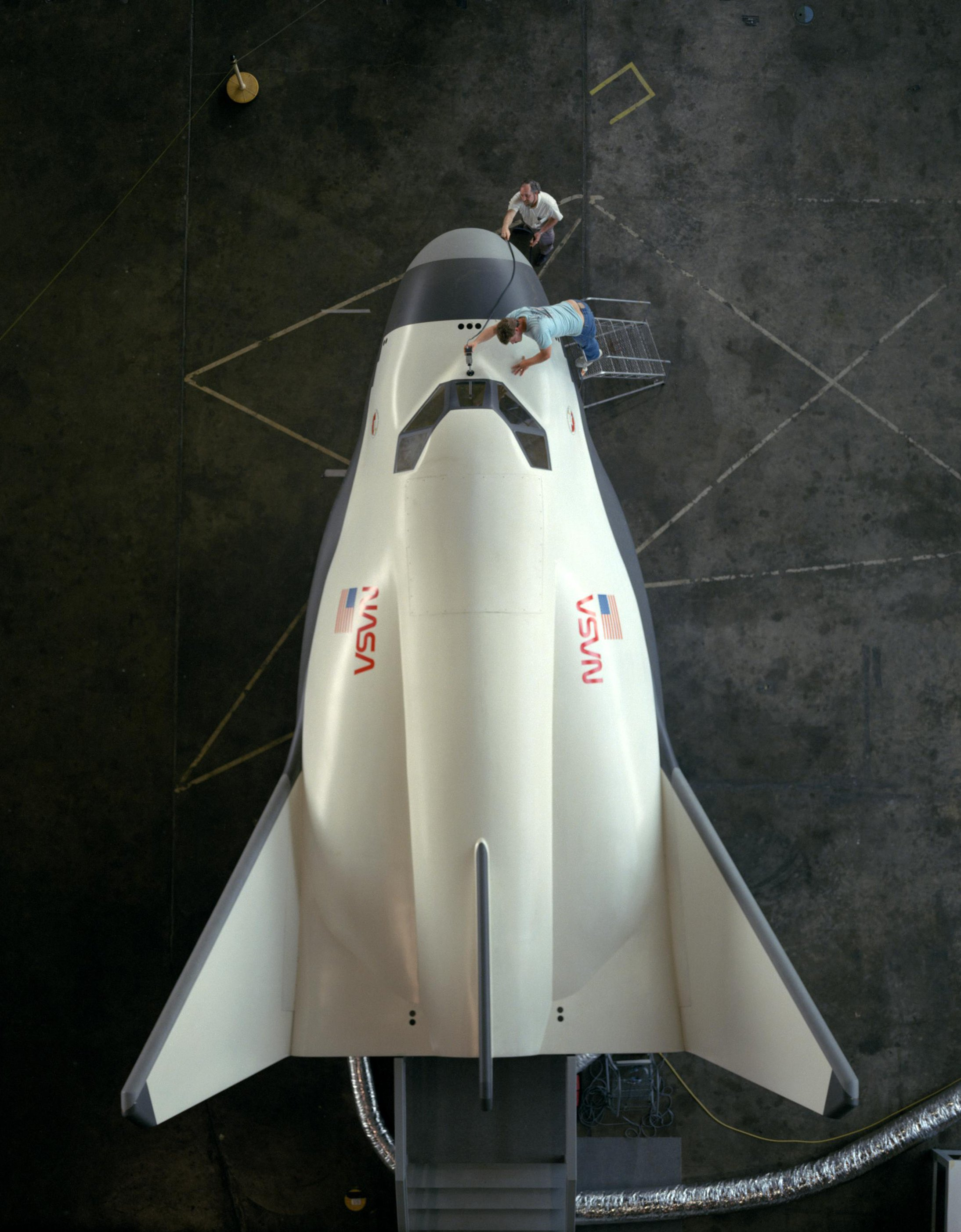
ドリームチェイサー開発のベースとなったHL-20の実物大模型

スペースプレーンと呼ばれた原型機の概念は1台のハイブリッドロケットエンジンで地上から垂直に打ち上げられる形式だった。現在の計画では有人対応型のアトラス V412を使う（SRB 1基、上段のセントールエンジンが2基のタイプ）ロケットを使用して打ち上げる予定であるが、無人型であれば他のロケットでの打上げも可能な設計である。6人の乗員と貨物を国際宇宙ステーションのような周回軌道へ投入される。宇宙船は滑空することにより大気圏に再突入し、世界中の通常の滑走路へ着陸できる能力を持つ予定である。
ドリームチェイサーはNASAのHL-20に使用されたリフティングボディの設計の成果を取り入れている。
エンジンには2基のハイブリッドロケットを採用（推進薬は、タイヤのゴムのようなHTPBと歯科などで麻酔薬として使われている亜酸化窒素の組み合わせで、再突入時にかかる重力加速度は1.5Gと非常に小さい）する予定であったが、2014年夏に液体推進系に変更された。ハイブリッドモータは、毎回交換する必要があるため、再使用型機では液体エンジンよりも高くなるとの判断であった。

## ドリーム・チェイサー・カーゴ・システム
ドリーム・チェイサー・カーゴ・システムは、ISSへの無人物資補給ミッションCRS-2に採用された補給船型の機体構成である。ドリームチェイサー本体に加え、後部に装着されるカーゴモジュールから構成される。カーゴモジュールは与圧区画と非与圧区画を有しており、最大5,500kgの物資をISSに届けることができる。打ち上げにはアトラスVロケットが想定されていたが、翼が折り畳み可能となっており、ヴァルカンロケットでの打ち上げ予定としている。
ドリームチェイサーはドラゴン宇宙船と同様、地球に帰還するタイプの輸送機であるため、ISSからの物資回収能力も併せ持つ。一方で、帰還時に受ける加速度は最大でも1.5Gほどであり、これは既存のカプセル型の宇宙船にはない特徴である（ドラゴンの場合3.5G）。

## 開発企業
以下の企業が技術協力に参加している。
- ボーイング・ファントムワークス - 製造と試験
- チャールズ・スターク・ドレイパー研究所 - 誘導航法制御
- エアロジェット - 姿勢制御システム技術
- コロラド大学ボルダー校 - 有人仕様（英語版）
- アダム・ワークス - 複合材
- MDA（英語版） - システム工学

生命維持装置の開発ではOceaneeringやパラゴン・スペース・デベロップメントの参加が見込まれる。